# Draft NBA 1965
Il Draft NBA 1965 si è svolto il 6 maggio 1965 a New York e vide quattro futuri membri della Basketball Hall of Fame e un futuro Senatore degli USA, Bill Bradley.
Questo fu l'ultimo draft ad avere la scelta territoriale.

## Scelta territoriale
|  | = All-Star     |
|  | = Hall of Fame |

| Scelta | Giocatore         | Nazionalità | Squadra NBA        | Scuola/ex squadra |
| ------ | ----------------- | ----------- | ------------------ | ----------------- |
|        | Bill Buntin (C)   | Stati Uniti | Detroit Pistons    | Michigan          |
|        | Gail Goodrich (G) | Stati Uniti | Los Angeles Lakers | UCLA              |
|        | Bill Bradley (F)  | Stati Uniti | New York Knicks    | Princeton         |

## Giocatori scelti al 1º giro
| Scelta | Giocatore            | Nazionalità | Squadra NBA            | Scuola/ex squadra |
| ------ | -------------------- | ----------- | ---------------------- | ----------------- |
| 1      | Fred Hetzel (F)      | Stati Uniti | San Francisco Warriors | Davidson          |
| 2      | Rick Barry (F)       | Stati Uniti | San Francisco Warriors | Miami (FL)        |
| 3      | Dave Stallworth (F)  | Stati Uniti | New York Knicks        | Wichita State     |
| 4      | Jerry Sloan (G)      | Stati Uniti | Baltimore Bullets      | Evansville        |
| 5      | Billy Cunningham (F) | Stati Uniti | Philadelphia 76ers     | North Carolina    |
| 6      | Jim Washington (F)   | Stati Uniti | St. Louis Hawks        | Villanova         |
| 7      | Nate Bowman (C)      | Stati Uniti | Cincinnati Royals      | Wichita State     |
| 8      | Ollie Johnson        | Stati Uniti | Boston Celtics         | San Francisco     |

## Giocatori scelti al 2º giro
| Scelta | Giocatore            | Nazionalità | Squadra NBA            | Scuola/ex squadra |
| ------ | -------------------- | ----------- | ---------------------- | ----------------- |
| 9      | Will Frazier (F)     | Stati Uniti | San Francisco Warriors | Grambling State   |
| 10     | Dick Van Arsdale (G) | Stati Uniti | New York Knicks        | Indiana           |
| 11     | Tom Van Arsdale (F)  | Stati Uniti | Detroit Pistons        | Indiana           |
| 12     | Tal Brody (G)        | Israele     | Baltimore Bullets      | Illinois          |
| 13     | Jesse Branson (F)    | Stati Uniti | Philadelphia 76ers     | Elon              |
| 14     | Hal Blevins          | Stati Uniti | New York Knicks        | Arkansas          |
| 15     | Flynn Robinson (G)   | Stati Uniti | Cincinnati Royals      | Wyoming           |
| 16     | John Fairchild (F)   | Stati Uniti | Los Angeles Lakers     | Brigham Young     |
| 17     | Ron Watts (F)        | Stati Uniti | Boston Celtics         | Wake Forest       |

## Giocatori scelti al 3º giro
| Scelta | Giocatore      | Nazionalità | Squadra NBA            | Scuola/ex squadra |
| ------ | -------------- | ----------- | ---------------------- | ----------------- |
| 18     | Keith Erickson | Stati Uniti | San Francisco Warriors | UCLA              |
| 19     | Barry Clemens  | Stati Uniti | New York Knicks        | Ohio Wesleyan     |
| 20     | Ron Reed       | Stati Uniti | Detroit Pistons        | Notre Dame        |
| 21     | Joe Newton     | Stati Uniti | Baltimore Bullets      | Auburn            |
| 22     | Bob Weiss      | Stati Uniti | Philadelphia 76ers     | Penn State        |
| 23     | Ken McIntyre   | Stati Uniti | St. Louis Hawks        | St. John's        |
| 24     | Jon McGlocklin | Stati Uniti | Cincinnati Royals      | Indiana           |
| 25     | Jim Caldwell   | Stati Uniti | Los Angeles Lakers     | Georgia Tech      |
| 26     | Toby Kimball   | Stati Uniti | Boston Celtics         | Connecticut       |

## Giocatori scelti nei giri successivi con presenze nella NBA, nella ABA o nella ABL
| Scelta | Giocatore         | Nazionalità | Squadra NBA            | Scuola/ex squadra  |
| ------ | ----------------- | ----------- | ---------------------- | ------------------ |
| 30     | Skip Thoren       | Stati Uniti | Baltimore Bullets      | Illinois           |
| 31     | Hank Finkel       | Stati Uniti | Philadelphia 76ers     | Dayton             |
| 33     | Bob Love          | Stati Uniti | Cincinnati Royals      | SUBR               |
| 40     | Richie Moore      | Stati Uniti | Philadelphia 76ers     | Villanova          |
| 45     | Jim Jarvis        | Stati Uniti | San Francisco Warriors | Oregon State       |
| 46     | Warren Davis      | Stati Uniti | New York Knicks        | North Carolina A&T |
| 56     | Willie Somerset   | Stati Uniti | Baltimore Bullets      | Duquesne           |
| 58     | Terry Kunze       | Stati Uniti | St. Louis Hawks        | Minnesota          |
| 66     | Cincy Powell      | Stati Uniti | St. Louis Hawks        | Portland           |
| 67     | Jim Fox           | Stati Uniti | Cincinnati Royals      | South Carolina     |
| 74     | Marlbert Pradd    | Stati Uniti | Los Angeles Lakers     | Dillard            |
| 75     | Wayne Molis       | Stati Uniti | New York Knicks        | Lewis              |
| 81     | Bill Meyer        | Stati Uniti | New York Knicks        | Hiram Scott        |
| 82     | Thales McReynolds | Stati Uniti | Baltimore Bullets      | Miles              |
| 89     | Dan Anderson      | Stati Uniti | Philadelphia 76ers     | Augsburg           |
| 90     | Elton McGriff     | Stati Uniti | St. Louis Hawks        | Creighton          |
| 97     | Jerry Rook        | Stati Uniti | Baltimore Bullets      | Arkansas State     |
| 108    | Willie Porter     | Stati Uniti | Cincinnati Royals      | Tennessee State    |
| 109    | Roger Taylor      | Stati Uniti | Baltimore Bullets      | Illinois           |